# Salima
Salima é um distrito do Maláui localizado na Região Central. Sua capital é a cidade de Salima.